# Björn Borg (natation)
Pour l’article homonyme, voir Björn Borg pour le tennisman suédois.
Pour les articles homonymes, voir Borg.
Björn Borg est un nageur suédois, né à Kinna le 14 novembre 1919 et mort à Zurich le 13 avril 2009. Spécialiste du dos et de la nage libre, il est double médaillé d'or au 400 et 1 500 mètres nage libre aux championnats d'Europe de natation 1938 à Londres.